# 阳石公主
阳石公主（前2世纪？—前92年），西汉公主，汉武帝的女儿，又称德邑公主。

## 生平
汉武帝晚年，朱安世告太仆公孙敬声行巫蛊之事，并与阳石公主通奸。巫蛊之祸就此开始。征和二年（公元前92年）春，公孙敬声的父亲丞相公孙贺下狱死。闰四月，阳石公主与诸邑公主也因巫蛊而死。

## 生母
《史记》和《汉书》记载皇后卫子夫生有三女一子，但没有说明三个女儿的封号。颜师古《汉书注》称诸邑公主和阳石公主都是卫子夫的女儿。司马贞《史记索隐》称，卫子夫三女分别是诸邑公主、石邑公主及卫长公主。